# Metebach
Metebach is een ortsteil van de landgemeente Hörsel in de Duitse deelstaat Thüringen. Tot 1 december 2011 was Metebach een zelfstandige gemeente. De eerste vermelding van het dorp is in een oorkonde uit 1300.